# Johannes Prassek

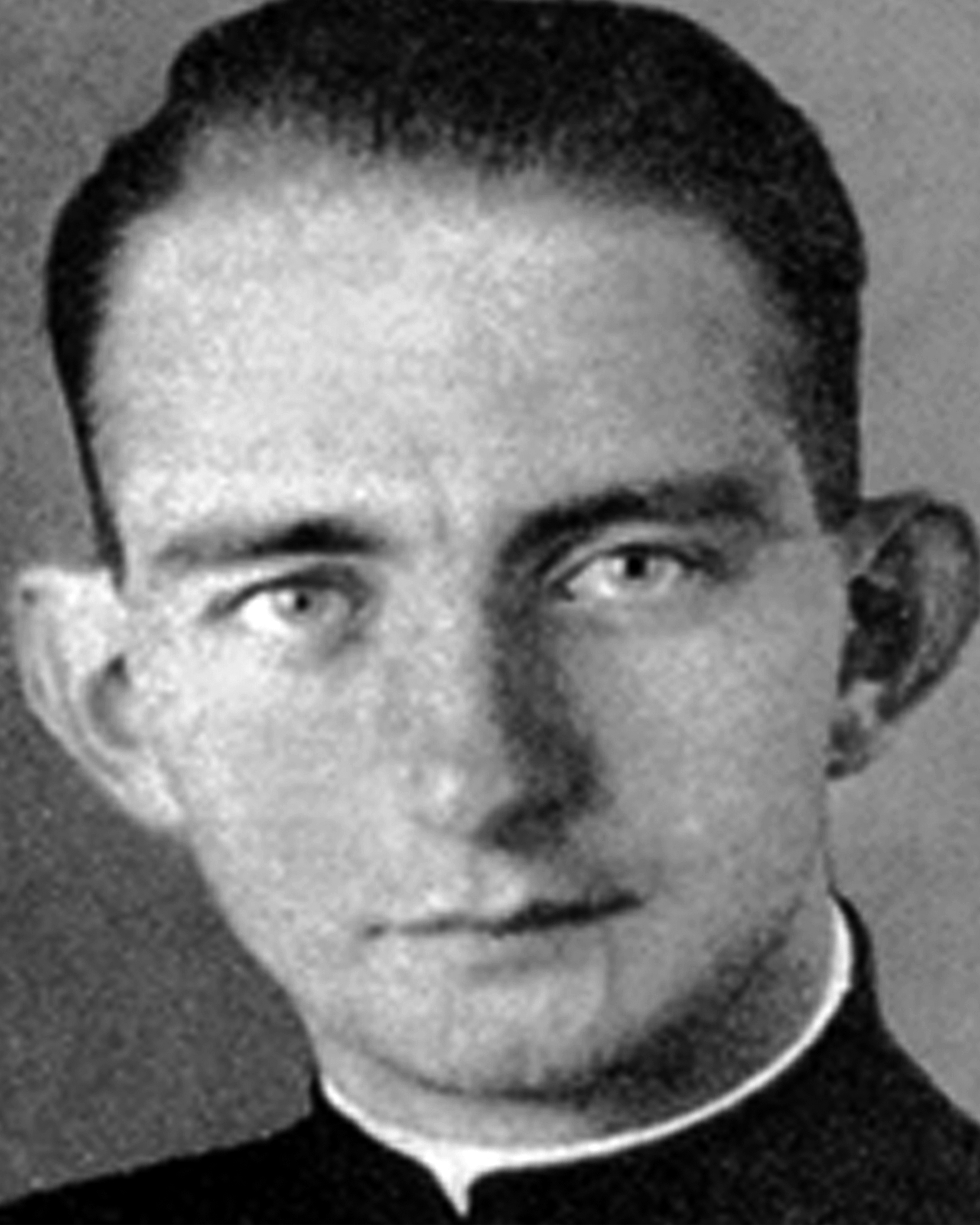
Johannes Prassek

Johannes Prassek (* 13. August 1911 in Hamburg; † 10. November 1943 ebenda) war ein deutscher katholischer Priester und gehört zu den sogenannten Lübecker Märtyrern, vier christlichen Geistlichen aus Lübeck, die 1943 wegen öffentlicher Kritik an der nationalsozialistischen Herrschaft zum Tode verurteilt wurden. Er wurde 2011 seliggesprochen.

## Leben

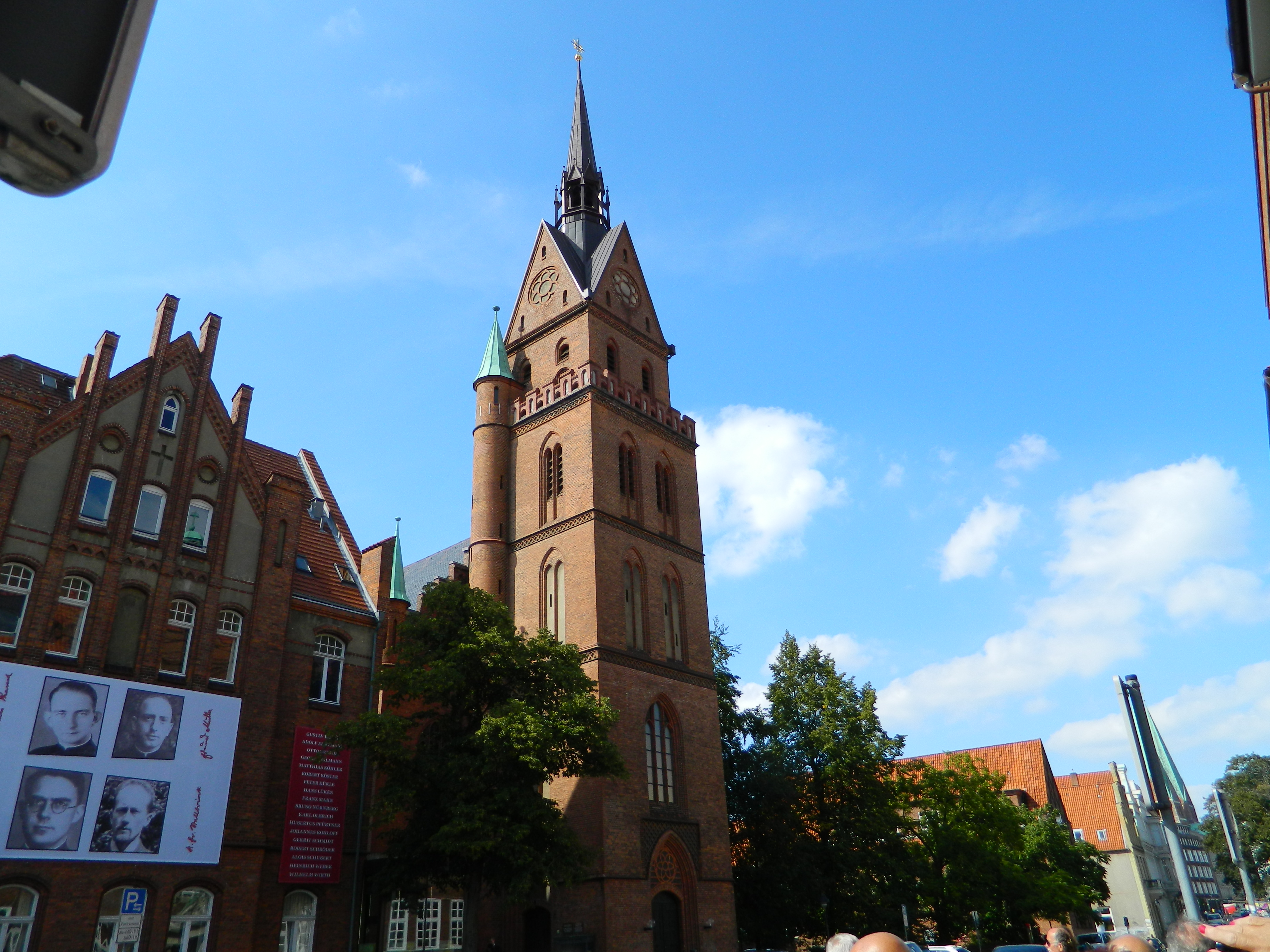
Katholische Propsteikirche Herz Jesu in der Lübecker Innenstadt mit Gedenkausstellung im nördlichen Anbau und in der Krypta.

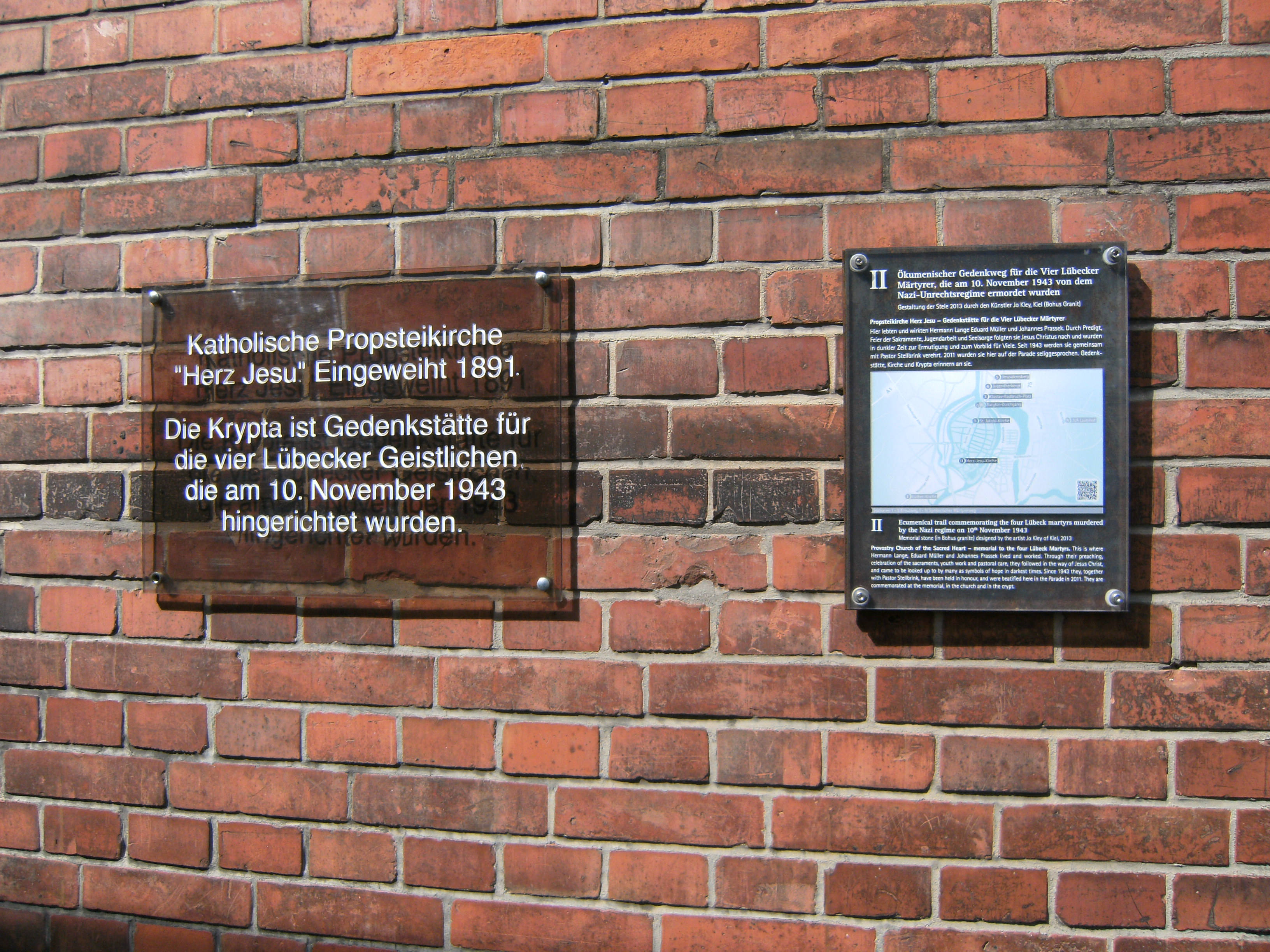
Eine Tafel an der Katholischen Propsteikirche „Herz Jesu“ in Lübeck, Parade, erinnert an das Schicksal der Lübecker Märtyrer.

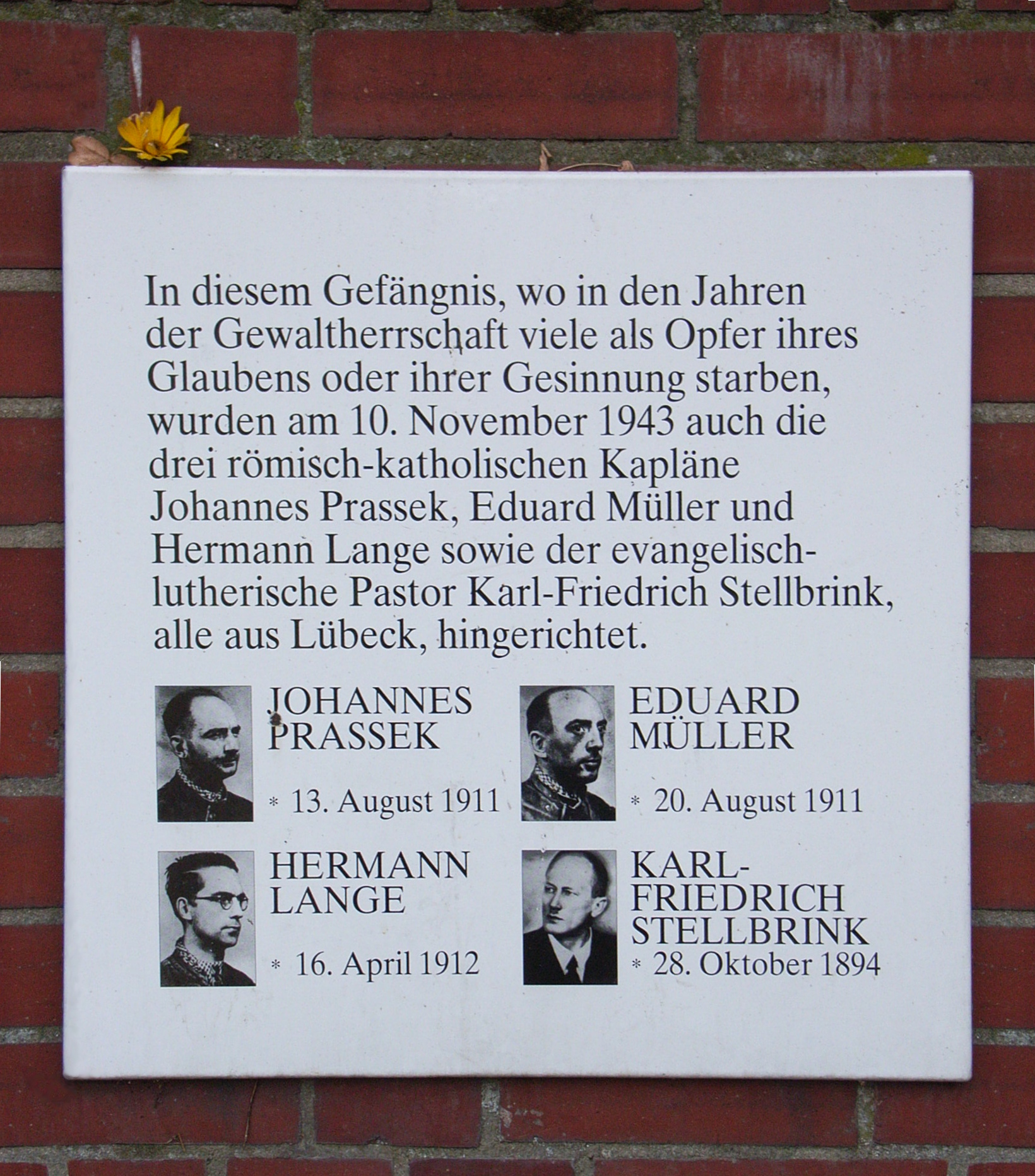
Gedenktafel in den Wallanlagen beim Untersuchungsgefängnis Hamburg

Prassek wurde 1911 im Hamburger Quartier Grindel (Hamburg) als Sohn eines Maurers geboren und entstammte sehr einfachen Verhältnissen. Seine Eltern zogen nach seiner Geburt nach Barmbek. Er absolvierte seine Schulzeit in der katholischen Grundschule in Barmbek, im Gymnasium und kurz vor der Reifeprüfung in der Gelehrtenschule des Johanneums im Hamburger Stadtteil Winterhude.

### Priester und Kaplan
Er studierte ab 1931 Theologie und Philosophie in Frankfurt am Main (Sankt Georgen) und an der Universität in Münster und wurde am 13. März 1937 in Osnabrück zum Priester geweiht. Während seiner Zeit in Frankfurt trat er dem W.K.St.V. Unitas Rheno-Moenania bei, später in Münster der Unitas Ruhrania. Als Kaplan war er zunächst in Wittenburg, dann ab 25. März 1939 als Adjunkt, später Kaplan an der Herz-Jesu-Kirche in Lübeck im Religionsunterricht und in der Pfarrseelsorge tätig. Zu den Jugendlichen, auf die Prassek als Jugendseelsorger und spiritueller Begleiter prägend wirkte, gehörte der spätere Philosoph Hans Blumenberg.
Prassek wird als charakterstark und mutig geschildert. So erhielt er zwei Wochen vor seiner Festnahme noch das Luftschutz-Ehrenzeichen, weil er während des verheerenden Luftangriffs auf Lübeck am 28./29. März 1942 geholfen hatte, Menschen aus einem zerstörten Krankenhaus zu bergen.

### Seelsorge und Widerstand
Aus seiner Ablehnung des nationalsozialistischen Regimes machte er kein Hehl und ließ dies auch in seinen Predigten erkennen. Zudem widmete er sich der Seelsorge unter polnischen Zwangsarbeitern und lernte dafür Polnisch (u. a. von seinem aus Oberschlesien stammenden Vater). Nach Kriegsbeginn nutzte er dieses Wissen, um im Geheimen polnische Zwangsarbeiter, die in Lübecks Waffen- und Munitionsfabriken arbeiteten, zu betreuen, was verboten war.

### Verhaftung und Verurteilung
Prassek wurde nach einer Durchsuchung des katholischen Pfarrhauses am 28. Mai 1942 von der Gestapo verhaftet. Als Begründung wurden die Verbreitung von NS-kritischen Predigten des Münsteraner Bischofs Clemens August Graf von Galen sowie hetzerische Behauptungen in seinem Soldatenkreis angeführt. Er wurde rund eineinhalb Jahre in Einzelhaft gehalten. Mit ihm in Haft kamen zwei weitere katholische Geistliche der Propsteikirche – Eduard Müller und Hermann Lange – sowie der evangelische Pastor Karl Friedrich Stellbrink, die sich ebenfalls offen gegen das NS-Regime gewandt hatten.
Der Zweite Senat des Volksgerichtshofs kam nach Lübeck. Während des Prozesses bekannte sich Prassek zu seiner Kritik am Nationalsozialismus. Ein Gnadengesuch seines Bischofs Hermann Wilhelm Berning wurde abgewiesen.

## Ermordung in Hamburg
Er wurde mit seinen drei Mitangeklagten am 10. November 1943 in der Hamburger Haftanstalt Holstenglacis durch Scharfrichter Friedrich Hehr mit dem Fallbeil hingerichtet. Sein Leichnam und der von Eduard Müller wurden im Krematorium des Konzentrationslagers Neuengamme verbrannt, die Asche in der Lagergärtnerei verstreut.

## Seligsprechung
Am 60. Jahrestag der Hinrichtung Prasseks gab der Erzbischof von Hamburg, Werner Thissen, bekannt, dass der Seligsprechungsprozess für Johannes Prassek sowie für Eduard Müller und Hermann Lange eröffnet werde.
Am 1. Juli 2010 gab das vatikanische Pressebüro bekannt, dass Papst Benedikt XVI. den Präfekten der Kongregation für Heiligsprechungen autorisiert habe, ein entsprechendes Dekret „in Geltung zu setzen“, und das Seligsprechungsverfahren abgeschlossen sei. Die Seligsprechung fand am 25. Juni 2011 zusammen mit der Seligsprechung für die beiden anderen katholischen Geistlichen in Lübeck statt. Auch des protestantischen Geistlichen Stellbrink wurde dabei gedacht.

## Gedenken und Erinnerungsstätten

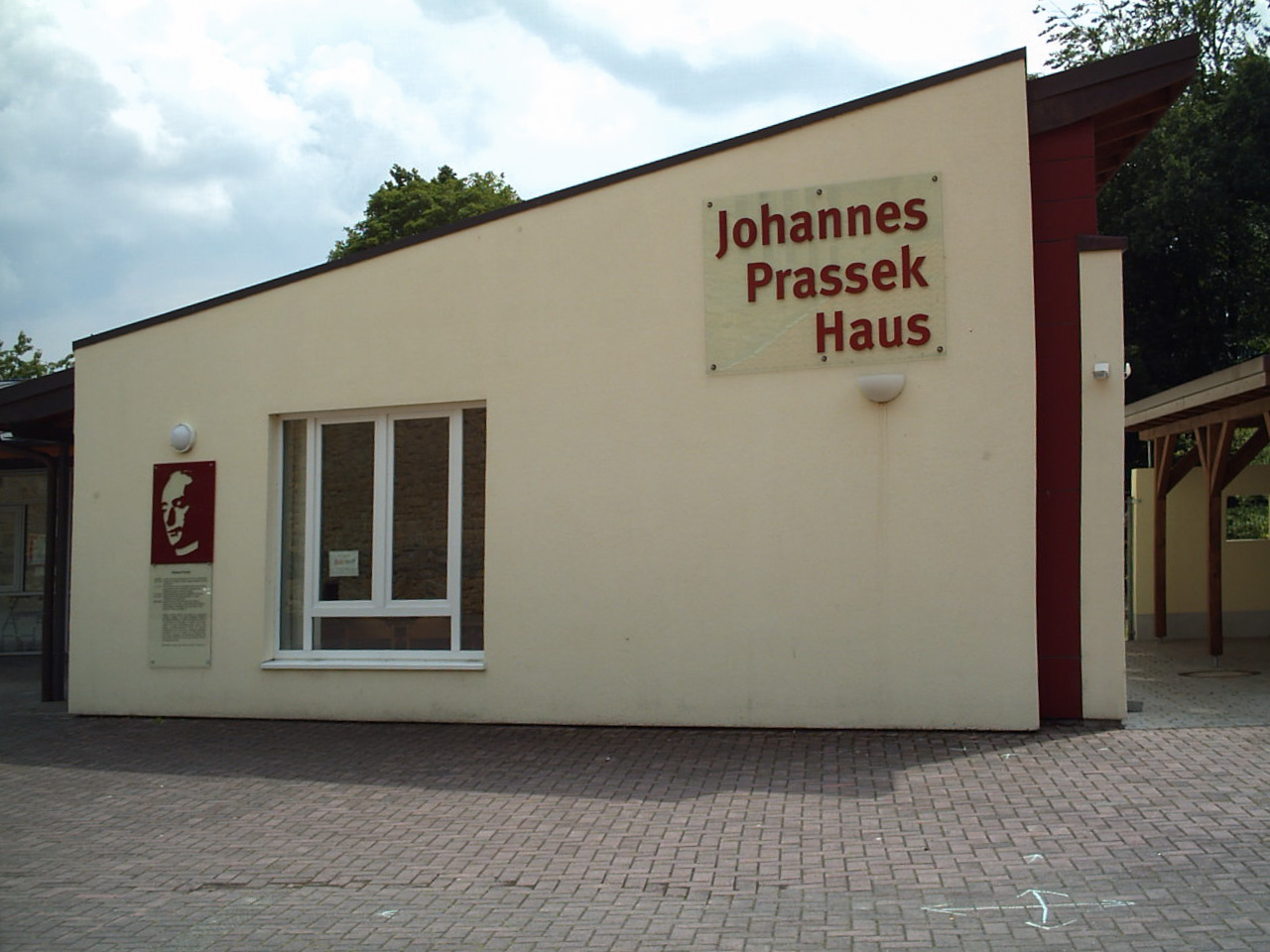
Johannes-Prassek-Haus in der Bramstraße 105, Osnabrück-Haste

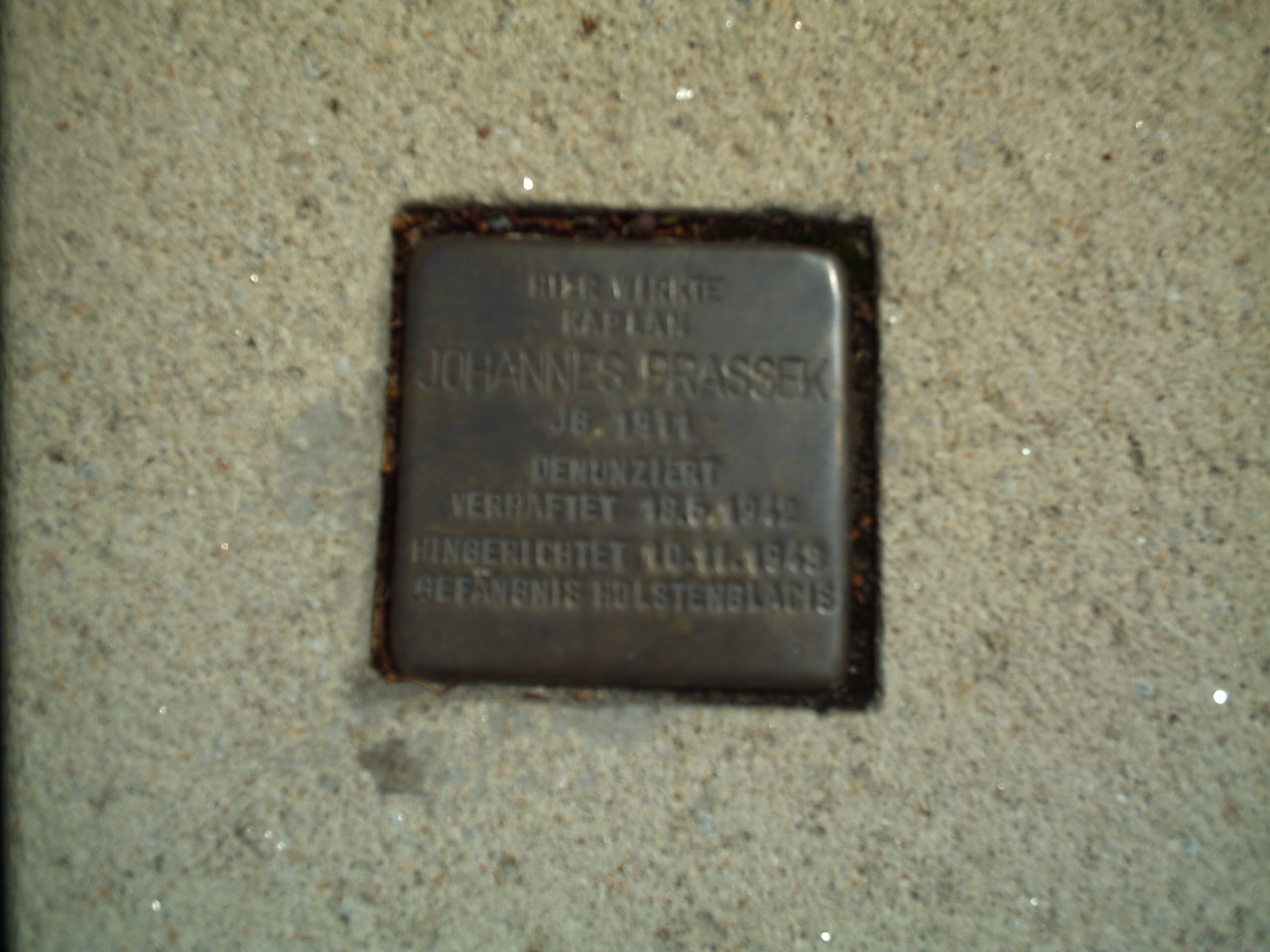
Stolperstein in der Bramstraße 105, Osnabrück-Haste

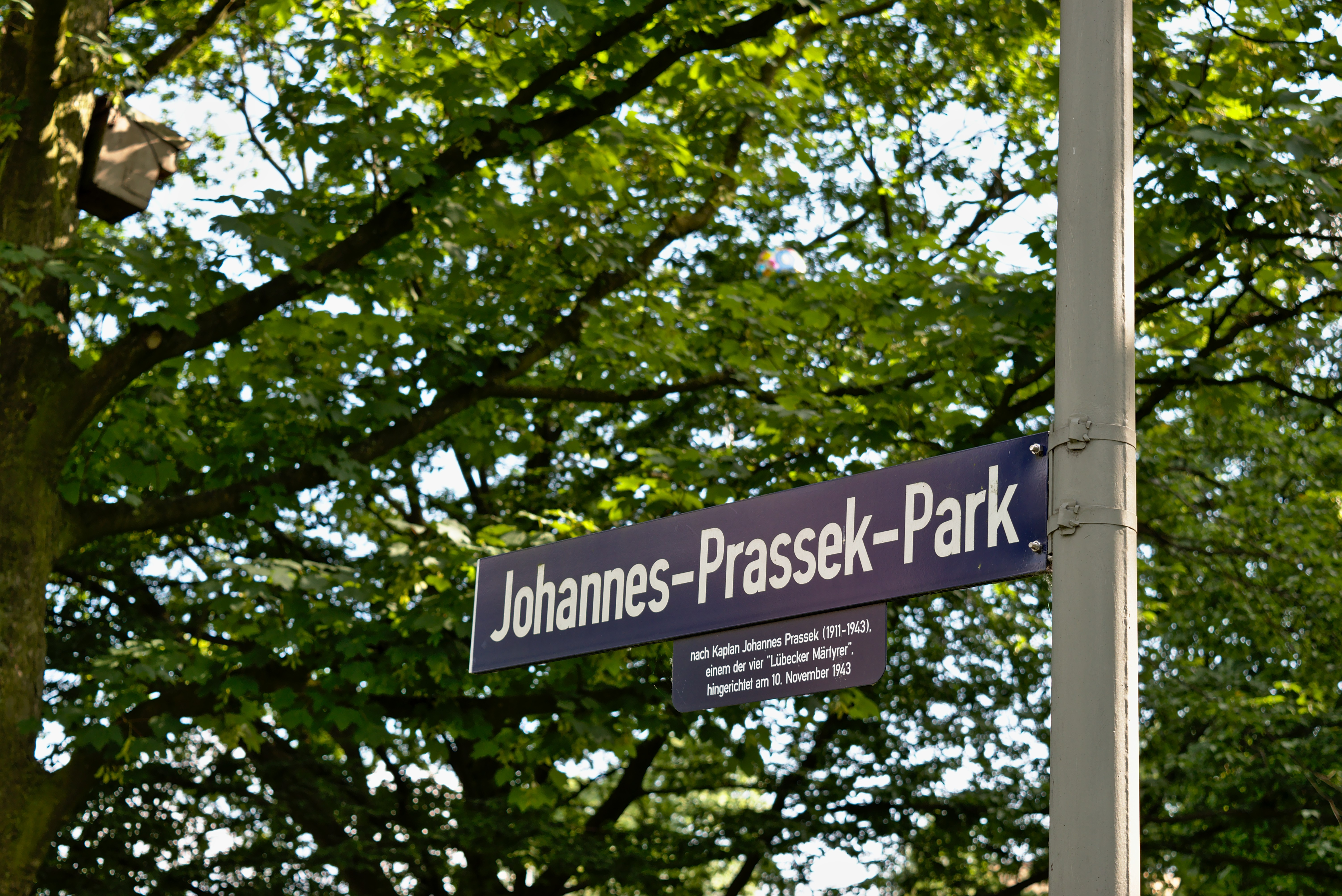
Johannes-Prassek-Park in Hamburg-Barmbek-Süd

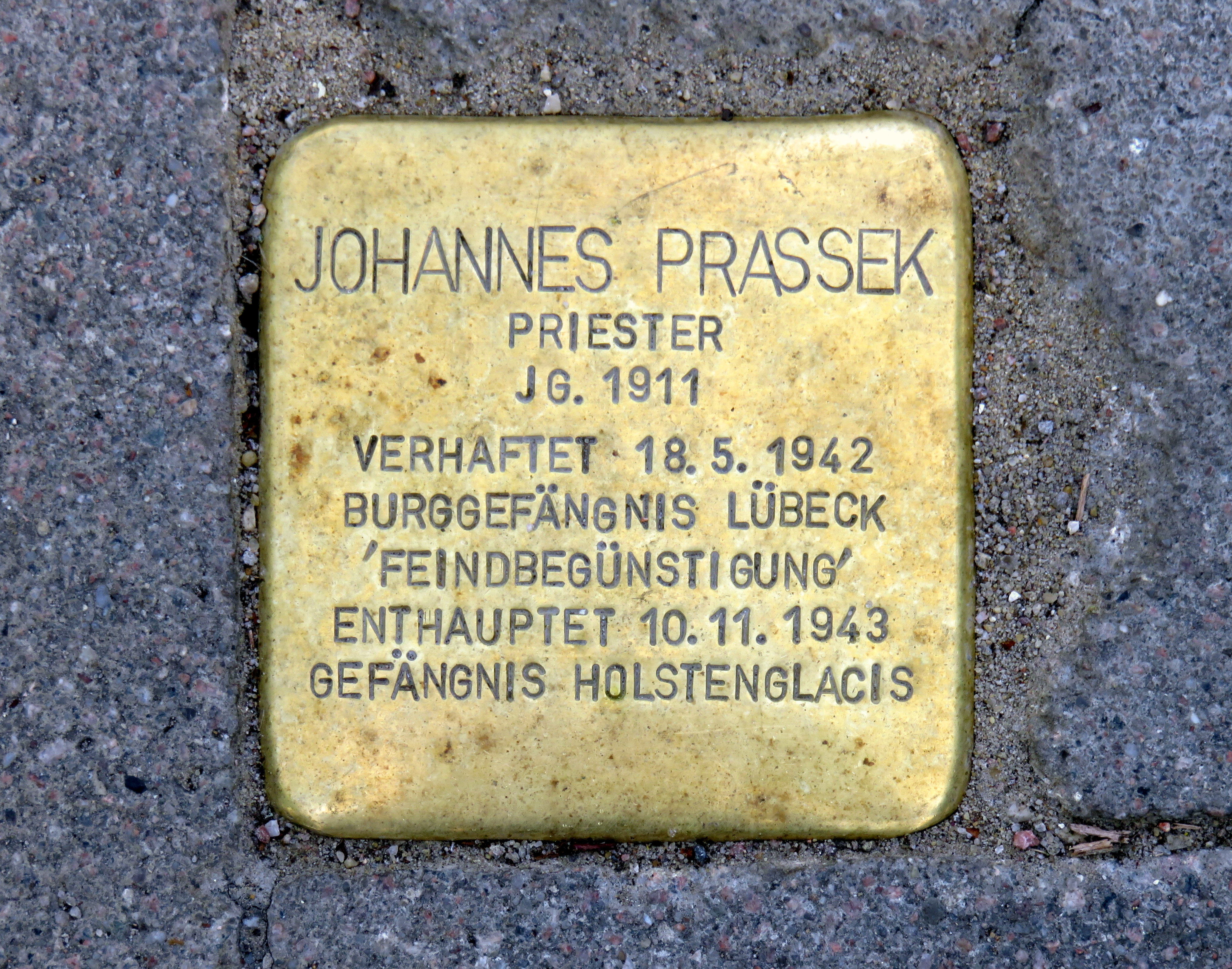
Stolperstein vor Heilig-Kreuz-Kirche

- In Osnabrück-Haste wurde 2005 ein Johannes-Prassek-Arbeitskreis gegründet und das dortige Jugend- und Gemeindehaus nach ihm benannt.[11] 2007 wurde vor der dortigen Christus-König-Kirche ein Stolperstein für Johannes Prassek verlegt. Prassek hatte hier 1937 seine Primiz gefeiert.
- Prasseks Brevier wurde zufällig bei einer Wohnungsauflösung wiedergefunden und befindet sich heute in Lingen (Ems) in einer Vitrine der St.-Josef-Kirche.[12]
- In Hamburg-Volksdorf ist der Gemeindesaal der katholischen Heilig-Kreuz-Gemeinde nach ihm benannt, weil er in dieser Kirche am 4. April 1937 seine Heimatprimiz feierte.[13] Seine erste Messe feierte Prassek in der Christus-König-Kirche in Haste (Osnabrück).[14]
- Im Juni 2011 wurde im Hamburger Stadtteil Barmbek-Süd ein neu angelegter Park „Johannes-Prassek-Park“ benannt.[15]
- Am 29. Juni 2014 errichtete das Erzbistum Hamburg im „Pastoralen Raum“ Hamburg Nordost die neue Pfarrei Seliger Johannes Prassek. Darin sind fünf ehemals selbständige Pfarreien eingegangen: Mariä Himmelfahrt in Rahlstedt, Hl. Geist in Farmsen, St. Wilhelm in Bramfeld, St. Bernard in Poppenbüttel und Hl. Kreuz in Volksdorf. Im Bereich der Pfarrei leben etwa 250.000 Menschen, davon sind knapp 25.000 Katholiken.[16]
- Im Juni 2020 wurde auf dem Gehweg vor der Heilig-Kreuz-Kirche in Volksdorf ein Stolperstein für Johannes Prassek verlegt mit Einweihungs-Gottesdienst am 21. Juni 2020.[17]
- In Herten ist das Kaplan-Prassek-Heim nach ihm benannt. Dessen Fassade zeigt, ein Stockwerk hoch und weithin sichtbar, sein Porträt.